# كرايغ دين
كرايغ دين (بالإنجليزية: Craig Dean)‏ هو لاعب كرة قدم بريطاني في مركز الدفاع، ولد في 1 يوليو 1976 في نانيتون ‏ في المملكة المتحدة. لعب مع نادي ووستر سيتي.